# 韋法臣·李安度
韋法臣·李安度（1993年5月12日—），是一名巴西足球运动员，场上司職中場，現效力於日職球隊FC東京。

## 外部連結
- 韋法臣·李安度在 National-Football-Teams.com 上的出场纪录
- Soccerway資料庫：韋法臣·李安度
- 日本職業足球聯賽中的韋法臣·李安度 （日語）